# Faculdade de Enfermagem da Universidade Federal de Jataí
A Faculdade de Enfermagem da Universidade Federal de Jataí está localizada no Campus Jatobá (Cidade Universitária José Cruciano de Araújo) da UFJ. A existência do curso de Enfermagem é relevante para a sociedade do sudoeste goiano, pois contribui para a melhoria da assistência à saúde disponibilizada à população e com o desenvolvimento das instituições de saúde da região.
O curso de graduação em enfermagem da Universidade Federal de Jataí foi criado pela Resolução Consuni 15/07 em 01 de junho de 2007 visando responder a uma carência regional de formação do profissional enfermeiro. Tem duração de 5 anos (10 semestres), em período integral.